# Teatro Guimerà (Santa Cruz de Tenerife)
El Teatro Guimerá és un edifici teatral situat al carrer dedicat a Àngel Guimerà, a la ciutat de Santa Cruz de Tenerife, a Tenerife. Va ser inaugurat el 1851, amb què es convertia en el primer teatre construït a les illes Canàries. El 1923 va rebre el nom actual coincidint amb la mort del dramaturg Àngel Guimerà, nascut a Santa Cruz de Tenerife.
Fins a la inauguració del Auditori de Tenerife, l'any 2003, era seu de l'Orquestra Simfònica de Tenerife.

## Història
El teatre va ser construït sobre el solar anteriorment ocupat pel Convent de Sant Domingo o de Nostra Senyora de la Consolació, pertanyent a la ordre dominica i un dels dos convents existents a la ciutat. La Llei de desamortització de Mendizábal va obligar a tancar aquest convent fins que va ser enderrocat. Sobre les ruïnes d'aquest convent es construiria el futur Teatre Guimerà de manera anàloga al Teatre del Liceu de Barcelona, el quin va ser també construït sobre un convent.
Pocs anys abans de la meitat del segle xix, Santa Cruz de Tenerife, en aquells temps única capital de l'arxipèlag canari es trobava immersa en un profund desenvolupament urbanístic. La creació d'un teatre va estar entre els primers projectes abordats.
El teatre Guimerà, inicialment denominat Teatre municipal de Santa Cruz de Tenerife, va ser projectat en 1849 per l'arquitecte Manuel de Oraá (qui ideés altres importants edificis com el Parlament de Canàries) en un estil classicista romàntic, va ser inaugurat en el mes de gener de 1851, tot i que el projecte no es trobava totalment acabat. L'any 1888 s'escometen treballs de decoració interior i en ocasions posteriors (1895, 1899, 1901, 1905 i 1908) s'escometen millores amb la finalitat de concloure el projecte original d'Oráa.
El 1911 es realitzen importants tasques de modificació, dirigides per Antonio Pintor, el llavors arquitecte municipal, que es perllongarien per dotze anys. Les obres dutes a terme suposen una total renovació i només es conservarien intactes l'estructura i l'exterior de l'edifici.
Des dels inicis fins a l'any 1923 el teatre no tindria denominació específica; uns en deien simplement "el teatre"; altres es referien a ell com "teatre Isabel II" (ja que va ser construït en un solar que ocupava el vell convent dels Dominics, afectat per la desamortització de Mendizábal, en el regnat de Isabel II), "Municipal" o "Inici". En el citat any 1923, després de la mort de Àngel Guimerà, s'acorda que el teatre porti el nom del cèlebre dramaturg de Tenerife mort a Barcelona.
Des d'aquest moment, no s'efectuaran noves obres de rellevància, fins a 1989, any en què ja a causa del transcurs del temps, l'edifici es mostra deteriorat i necessita ser restaurat en profunditat i, a més, ha de ser remodelat a fi de preparar-lo per als nous requeriments que el món de l'escena sol·licitava.
Aquests últims treballs de restauració van ser dissenyats per l'arquitecte Carlos Schwartz. Les tasques de millora van incloure l'ampliació del darrere de l'edifici, de manera que la superfície escènica es va acréixer notablement, la construcció de nous i moderns camerinos i també es va habilitar una sala d'usos múltiples denominada "Espai Guimerà".
De la mateixa manera el vestíbul va ser ampliat, es van produir reparacions en les façanes laterals i es van encarregar i van instal·lar els nous seients del pati de butaques amb millor disseny i major confortabilitat. Després d'aquestes obres, nombrosos han estat els elogis que ha rebut la sala teatral.